# Illinois State Route 54
Die Illinois State Route 54 (kurz IL 54) ist eine State Route im US-Bundesstaat Illinois, die in Ost-West-Richtung verläuft.
Die State Route beginnt an der Interstate 55 nahe Springfield und endet in Onarga am U.S. Highway 45. Bei Mount Pulaski überschreitet sie die Illinois State Route 121 und bei Clinton trifft er den U.S. Highway 51 und die Illinois State Route 10. Nahe Farmer City trifft der Highway auf die Interstate 74 und den U.S. Highway 150. Nördlich von Farmer City überschreitet er den U.S. Highway 136 und bei Gibson City passiert die State Route die Illinois State Routes 47 und 9. Kurz vor Onarga trifft der Highway auf die Interstate 57.
Bis zum Jahr 1972 führte die heutige State Route die Bezeichnung U.S. Highway 54.  In diesem Jahr wurde die US 54 gekürzt und führt nun von Pittsfield nördlich Richtung Griggsville und endet an der Interstate 72.  Die weitere Strecke bis Chicago, die nicht mit anderen Routen zusammengeführt wurde, behält die Nummer 54 bei, wird aber nicht mehr als Federal Highway eingestuft.